# Lycostomus formosanus
Lycostomus formosanus là một loài bọ cánh cứng trong họ Lycidae. Loài này được Pic miêu tả khoa học năm 1937.